# Gringo
Gringo (od hiszp. griego 'grecki') – pierwotnie mianem tym w krajach Ameryki Łacińskiej, a także w Hiszpanii określano cudzoziemca oraz osoby niemówiące po hiszpańsku. Z czasem nabrało ono pogardliwego wydźwięku jako określenie osób pochodzących ze Stanów Zjednoczonych bądź Anglii, by w końcu stać się przymiotnikiem określającym osoby o urodzie charakterystycznej dla krajów północy.
Potoczne określenie turysty w Ameryce Południowej.